# 12×5
12×5 ist das zweite in den USA veröffentlichte Studioalbum der Rolling Stones. Es wurde am 17. Oktober 1964 veröffentlicht, knapp fünf Monate nach dem Erscheinen der amerikanischen Variante ihres Debütalbums, England’s Newest Hit Makers.

## Album-Geschichte
12×5 folgt dem bewährten Konzept des Vorgängeralbums, das Songmaterial besteht aus Rhythm-and-Blues-Coverversionen sowie Eigenkompositionen, diese teilweise versteckt hinter dem Doppelpseudonym Nanker/Phelge. Es war die erste Veröffentlichung der Rolling Stones in den USA, zu der es kein entsprechend ähnliches Album für den britischen Markt gab.
Am 14. August 1964 hatte die für den Vertrieb in Großbritannien zuständige Plattenfirma Decca die fünf Lieder umfassende EP Five by Five veröffentlicht, aufgenommen am 11. Juni 1964 in den Chess Studios in Chicago. Da in den USA eine EP als wenig lukratives Format galt, streckte die bei den Rolling Stones für den amerikanischen Markt zuständige Plattenfirma London Records die EP mit sieben zusätzlichen Liedern, aufgenommen zwischen Februar und September 1964, auf das übliche LP-Format.
Die Schallplattenhülle zeigt die fünf Bandmitglieder sowie rechts unten den Schriftzug: The Rolling Stones 12x5. Im Januar 1965 verwendete Decca Records für das Cover der zweiten Langspielplatte der Band in Großbritannien, The Rolling Stones No. 2, die gleiche, von dem britischen Fotografen David Bailey stammende Aufnahme, aber wie bereits beim Debütalbum ohne Schriftzug – eine Idee von Andrew Loog Oldham, dem jungen Manager der Band.
Das Album war ein großer kommerzieller Erfolg für die Rolling Stones und erreichte Platz 3 der amerikanischen Charts.

## Titelliste

### Seite 1
1. Around and Around (Chuck Berry) – 3:03
Erstmals veröffentlicht am 14. August 1964 auf der EP Five by Five
2. Confessin’ the Blues (Jay McShann/Walter Brown) – 2:47
Erstmals veröffentlicht am 14. August 1964 auf der EP Five by Five
3. Empty Heart (Nanker/Phelge) – 2:37
Erstmals veröffentlicht am 14. August 1964 auf der EP Five by Five
4. Time Is on My Side (Norman Meade) – 2:53
Dies ist die orgel-dominierte Version des Stückes, im Gegensatz zu der etwas längeren Version mit dem Gitarren-Intro auf The Rolling Stones No. 2
5. Good Times, Bad Times (Mick Jagger/Keith Richards) – 2:30
Am 26. Juni 1964 als B-Seite der Single It’s All Over Now veröffentlicht
6. It’s All Over Now (Bobby Womack/Shirley Jean Womack) – 3:26
Am 26. Juni 1964 als Single veröffentlicht

### Seite 2
1. 2120 South Michigan Avenue (Nanker/Phelge) – 3:38
Erstmals veröffentlicht am 14. August 1964 auf der EP Five by Five
2. Under the Boardwalk (Arthur Resnick/Kenny Young) – 2:46
Ebenso enthalten auf The Rolling Stones No. 2
3. Congratulations (Mick Jagger/Keith Richards) – 2:29
Am 26. September 1964 als B-Seite der Single Time Is on My Side veröffentlicht
4. Grown Up Wrong (Mick Jagger/Keith Richards) – 2:05
Ebenso enthalten auf The Rolling Stones No. 2
5. If You Need Me (Robert Bateman/Wilson Pickett) – 2:04
Erstmals veröffentlicht am 14. August 1964 auf der EP Five by Five
6. Suzie Q (Eleanor Broadwater/Stan Lewis/Dale Hawkins) – 1:50
Ebenso enthalten auf The Rolling Stones No. 2